# Axon (szövettan)

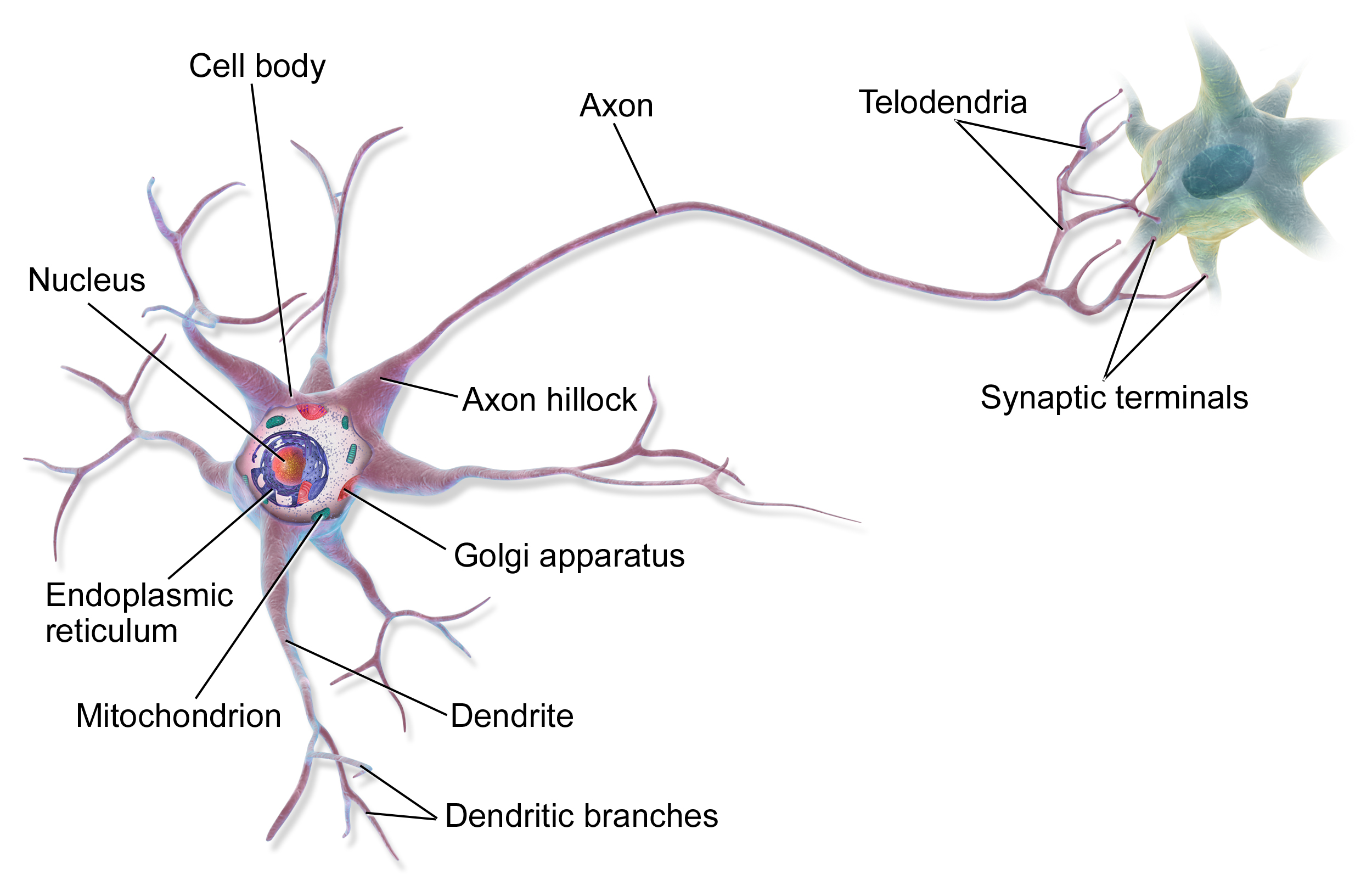
Egy multipoláris neuron axonja

Az axon az idegsejt sajátos szerkezetű, leghosszabb nyúlványa (tengelyfonál). Egy idegsejtnek csak egy axonja van, szemben a dendritekkel. Az idegsejttest neurondombjáról ered.  Hossza az idegsejt típusától függően igen változatos lehet. Lehet igen rövid és hamar elágazó (agyi asszociációs neuronok), vagy igen hosszú, mint a gerincvelő pályarendszereiben, mint például az agykéreg mozgató részéről kiinduló akaratlagos mozgatópálya (pyramispálya), vagy a gerincvelő végtagokat ellátó idegei.